# Dezinformace
Dezinformace je součástí propagandy a je definována jako nepravdivá informace, která je záměrně šířena za účelem oklamání lidí.  Dezinformace je někdy zaměňována s misinformací, což je také nepravdivá informace, ale neúmyslně šířená. Někdy je cílem dezinformace jen zpochybnit původní informaci nebo její pravdivostní hodnotu předstíráním, že existuje alternativní pravda nebo že nikdo neříká pravdu. Motivem pro šíření dezinformací také může být vydělání peněz, získání volené funkce, ovlivnění budoucího jednání lidí nebo změna jejich pohledu na svět. Slovo dezinformace vzniká přidáním latinské předpony dis- ke slovu informace a znamená „převrácení nebo odstranění informace“. Ověřování informací (fact-checking) a zjišťování, zda nejde o dezinformaci, je časově obtížné a náročné na znalosti. 

## Definice
Podle Ministerstva vnitra (2017) „dezinformace znamená šíření záměrně nepravdivých informací, obzvláště pak státními aktéry nebo jejich odnožemi vůči cizímu státu nebo vůči médiím, s cílem ovlivnit rozhodování nebo názory těch, kteří je přijímají“. Podle Vojenského zpravodajství (2020) dezinformace zpravidla zapadají do nějakého širšího obsahu, neboť jejich autoři obvykle sledují rozsáhlejší agendu, a dále pak dezinformace nemusí být smyšlená. Může se jednat o informaci prezentovanou v zavádějícím kontextu, kupříkladu vyjádření nevýznamných osob může být prezentováno jako odraz nálad celé společnosti nebo její významné části.
Lidské hledání, co je pravda, je jedním z ústředních témat filozofie. Detekce toho, co je dezinformace či fake news, je spíše filozofická otázka než logická pravdivostní hodnota. Např. EU nepovažuje za dezinformace neúmyslné chyby, satiru a parodii ani předpojaté zprávy a komentáře, které se jako vyhraněné jasně identifikují.

## Rozdělení

Dezinformace vs misinformace

V základním rozdělení dezinformací se rozlišují dezinformace pasivní, kdy dochází k manipulaci již existující informace, ve smyslu jejího zpoždění, zatajení či likvidace. Druhou skupinou jsou dezinformace aktivní, které jsou vytvářeny či záměrně pozměňovány.
Pojem dezinformace má své limitace. Z definice nejsou totiž patrné nuance pro použití v jednotlivých situacích. Například, pokud je nějaký narativ dezinformační, a tedy byl „někým“ vytvořen za účelem oklamat, neznamená to, že osoba, která dezinformaci věří a šíří ji, je automaticky dezinformátorem.[zdroj?]

### Misinformace
Misinformace je chybná, ale neúmyslná. Někdo vydal nepravdivý údaj, ale nešlo o úmysl. Například špatný popisek fotky u článku, překlep v desetinné čárce, chybné místo, čas, apod. Pokud jde skutečně o omyl, pak se autor omluví a informaci opraví (což je také nejlepší možný způsob, jak identifikovat misinformaci). Předpona -mis je z latinského „chybný“ (v angličtině ji můžeme najít například ve slově mistake – chyba). Do této definice spadá i to, pokud někdo v dobré víře sdílí dezinformaci a klíčové je, zda se po upozornění na omyl opraví, či nikoliv.  

### Malinformace
Malinformace je pravdivá, ale je vypuštěna za účelem někoho poškodit. Může jít například o zveřejnění něčích osobních údajů, různých citlivých informací ze zákulisí podniku, nebo může jít o tzv. revenge porn – zveřejnění videa se sexuálním obsahem někoho, kdo si to nepřeje. Předpona z latinského -mal je interpretovatelná jako „škodlivý“.

### Dezinformace
Dezinformace je kombinací obojího. Je chybná (jako misinformace) a zároveň je úmyslná (jako malinformace) a jejím cílem je někoho poškodit a/nebo obelhat.
Pokud tedy nějakou nepravdivou informaci identifikujeme, pak musíme zjistit, zda se jedná o chybu, nebo úmysl. To je klíčem k rozeznání misinformace a dezinformace. To stejné platí pro dezinformační média – médium, které občas udělá chybu (kterou opraví a omluví se za ni) nemůžeme označovat za dezinformační, maximálně za nekvalitní. Pokud ovšem médium soustavně vydává lživé zprávy, které nikdy neopraví, pak se jednoznačně jedná o médium dezinformační.

## Použití dezinformací
Dezinformace bývá využívána zejména ve válečných konfliktech nebo v rámci výzvědných tajných služeb (špionáže).
V moderní éře je dezinformace šířena také v politickém boji prostřednictvím médií, sociálních sítí, řetězových e-mailů nebo dezinformačních webů. Internet snížil náklady na šíření informací a šíření dezinformací se stalo výnosným obchodem.

### Šíření dezinformací v Česku
Na strachu lidí vydělává v Česku řada osob, většina z nich si nechává posílat od svých příznivců peníze, avšak kde finanční dary končí, většinou nelze zjistit. V červnu 2023 mezi ně patřili (seřazeno dle dosahu): Ondřej Geršl (1,2 mil/měsíc), Marek Pešl (700 tisíc/měsíc), Petr Hájek (464 tisíc/měsíc), David Formánek (186 tisíc/měsíc), Eugen Sigismund Freimann (154 tisíc/měsíc), Ivan Smetana (127 tisíc), Žarko Jovanovič (114 tisíc), Jindřich Rajchl (76 tisíc), Jana Peterková (49 tisíc), Vladimír Kapal (45 tisíc), Ladislav Vrabel (17 tisíc), Pavel Zítko (13 tisíc), Jakub Netík (12 tisíc), Petr Bílý (12 tisíc), Jan Macháček (9 tisíc), Patrik Tušl (8 tisíc), Lubomír Volný (7 tisíc), Tomáš Čermák (1,3 tisíce).

### Šíření dezinformací v minulosti
Klasickou dezinformaci uplatnil athénský vojevůdce Themistoklés, když oklamal krále Xerxa I. pomocí zdánlivě zrádné zprávy. Tím vylákal jeho loďstvo do úžiny, kde pak řecké loďstvo zvítězilo roku 480 př. n. l. v bitvě u Salamíny.
V politickém boji byla falešná zpráva vypuštěná v polovině 80. let 20. století v rámci operace DENVER z KGB, že AIDS byl vyvinut v rámci vojenského výzkumu Spojených států amerických. Tuto informaci převzaly a vytiskly indické noviny a následně se dezinformace rozšířila do celého světa.
Britský lékař Andrew Wakefield publikoval v odborném časopise The Lancet v roce 1998 informaci, že očkování způsobuje autismus. Teprve v roce 2004 popsal britský investigativní novinář Brian Deer v časopisu The Sunday Times střet zájmů Wakefielda, na základě kterého byla tato informace vědecky vyvrácena, avšak stala se součástí neustále opakovaného mýtu. Následkem toho byl Andrew Wakefield vyřazen z britského seznamu lékařů a na území Spojeného království mu bylo odepřeno právo vykonávat lékařské povolání.
V českém prostředí měla zásadní vliv na budoucí vývoj klamná zpráva o údajném zabití studenta Martina Šmída na Národní třídě na začátku Sametová revoluce dne 17. listopadu 1989. Informaci vypustila Drahomíra Dražská, která si prý fámu vymyslela jen ze vzteku a z bezmoci nad tím, že byla na Národní třídě zraněna.
Za šíření dezinformací bylo označeno tvrzení vlád Spojených států a Velké Británie a jejich zpravodajských služeb, že Irák krátce před invazí do Iráku v roce 2003 vlastnil zbraně hromadného ničení. Podle bývalého britského premiéra Gordona Browna byla tehdy samotná britská vláda obětí dezinformační kampaně ze strany Spojených států. Později však byly odtajněny dokumenty o Operaci Avarice, v rámci které byly zbraně hromadného ničení vykoupeny. Tvrzení, že v Iráku žádné ZHN nalezeny nebyly, byly tak dezinformace, které poskytovaly tajné operaci krytí.
Vláda Sociálních demokratů ve Švédsku varovala před šířením dezinformací a propagandy ze strany Ruska před parlamentními volbami v roce 2018. Vyškolila proto úředníky a do švédských domácností distribuovala miliony letáků varujících před hrozbou. Po volbách provedl Oxford Internet Institute, který je součástí Oxfordské univerzity, analýzu šíření falešných zpráv a dezinformací ve Švédsku a zjistil, že okolo 80 % hlavních zdrojů bylo domácího švédského původu, zatímco ruské zdroje představovaly pouhé 1 % URL adres. Rusko bylo obviněno, že ke koordinovanému šíření dezinformací využívá tzv. ruské trollí farmy.
Americká kyberbezpečnostní firma New Knowledge, jejíž zprávu o údajném ruském působení a ovlivňován voleb zveřejnil zpravodajský výbor amerického Senátu jako důkaz vlivu ruských fake news a dezinformací ve Spojených státech, byla v prosinci 2018 obviněna, že ve spolupráci se společností napojenou na Demokraty vytvořila tisíce falešných ruských trollů na Facebooku a Twitteru, kteří měli během senátních voleb v Alabamě vytvořit dojem, že Rusové podporují republikánského kandidáta Roye Moora. Moore nakonec volby do Senátu prohrál.
V letech 2020 a 2021 vedly USA dezinformační kampaň na Filipínách.